# 불가리아 공산주의청년동맹
불가리아 공산주의청년동맹(불가리아어: Българският комунистически младежки съю, БКМС)은 불가리아 왕국의 공산주의 청년운동이자 불가리아 공산당이 주관하는 콤소몰이었다.
2010년 5월 동명의 청년단체가 설립되었다.